# 巴格達 (肯塔基州)
巴格達（英語：Bagdad）是位於美國肯塔基州謝爾比縣的一個非建制地區。

## 地理
巴格達所處的海拔為高於海平面277米（即909英呎），而該地所採用的時區為UTC-5，即北美東部時區（EST）。同時該地設有夏令時間，為UTC-5調快一小時，即UTC-4（EDT）。